# Emily Brydon

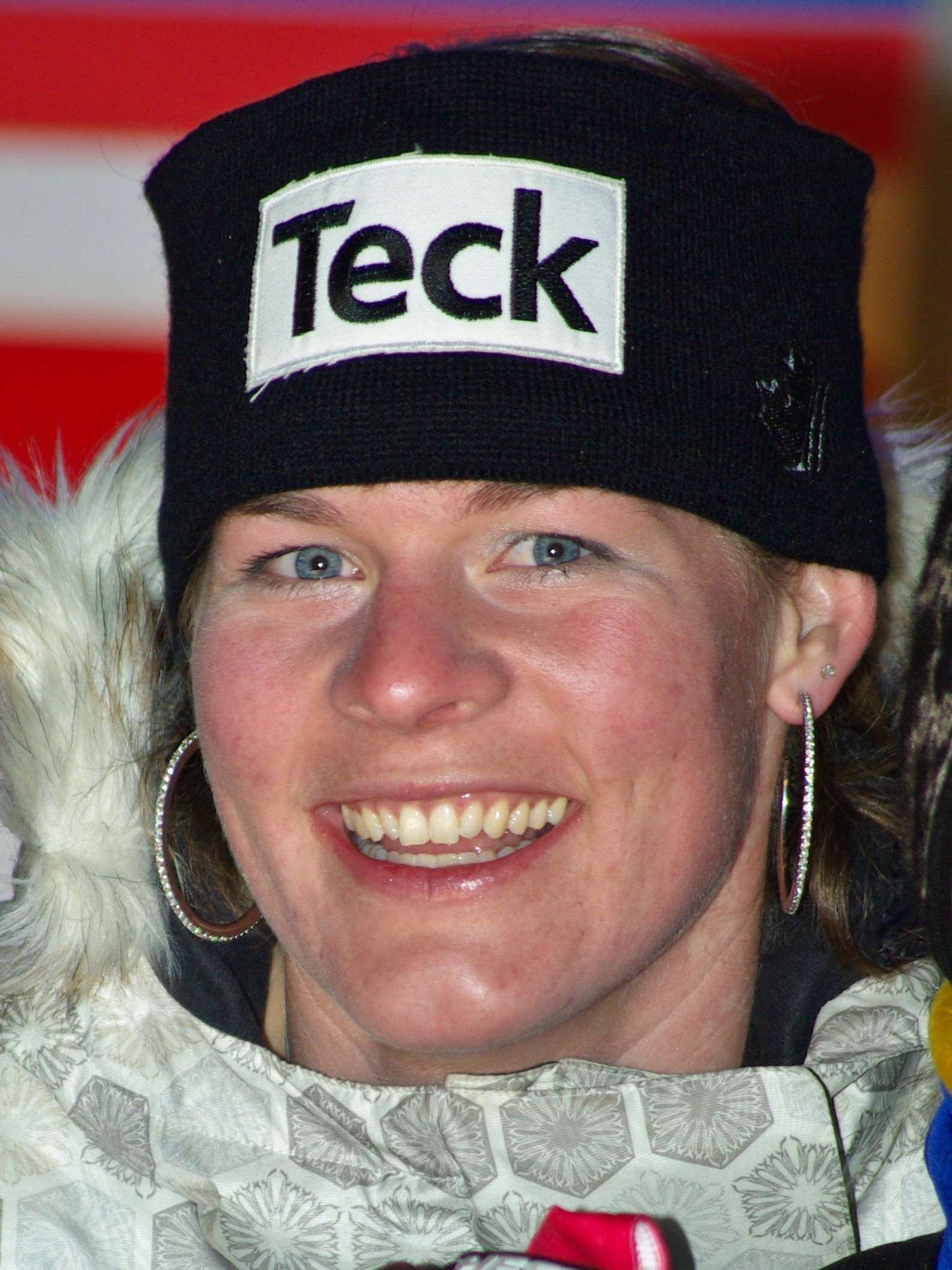
Emily Brydon.

Emily Brydon nació el 21 de abril de 1980 en Fernie (Canadá). Es una esquiadora que tiene 1 victoria en la Copa del Mundo de Esquí Alpino (con un total de 9 podiums).

## Resultados

### Juegos Olímpicos de Invierno
- 2002 en Salt Lake City, Estados Unidos
  - Eslalon: 27.ª
  - Eslalon Gigante: 38.ª

- 2006 en Turín, Italia
  - Super Gigante: 9.ª
  - Combinada: 13.ª
  - Descenso: 20.ª

- 2010 en Vancouver, Canadá
  - Combinada: 14.ª
  - Descenso: 16.ª

### Campeonatos Mundiales
- 2001 en Sankt Anton am Arlberg, Austria
  - Combinada: 7.ª
  - Super Gigante: 12.ª

- 2003 en St. Moritz, Suiza
  - Combinada: 11.ª
  - Descenso: 18.ª
  - Eslalon: 20.ª
  - Super Gigante: 23.ª
  - Eslalon Gigante: 24.ª

- 2005 en Bormio, Italia
  - Descenso: 11.ª
  - Combinada: 13.ª
  - Super Gigante: 21.ª

- 2007 en Åre, Suecia
  - Combinada: 10.ª
  - Super Gigante: 13.ª
  - Descenso: 24.ª
  - Eslalon: 34.ª

- 2009 en Val d'Isère, Francia
  - Descenso: 11.ª
  - Super Gigante: 13.ª

### Copa del Mundo

#### Clasificación general Copa del Mundo
- 1999-2000: 95.ª
- 2000-2001: 34.ª
- 2002-2003: 64.ª
- 2003-2004: 27.ª
- 2004-2005: 20.ª
- 2005-2006: 40.ª
- 2006-2007: 16.ª
- 2007-2008: 14.ª
- 2008-2009: 29.ª
- 2009-2010: 20.ª

#### Clasificación por disciplinas (Top-10)
- 2004-2005:
  - Combinada: 3.ª

- 2006-2007:
  - Combinada: 10.ª

- 2007-2008:
  - Super Gigante: 5.ª
  - Descenso: 10.ª

- 2009-2010:
  - Descenso: 6.ª
  - Combinada: 10.ª

#### Victorias en la Copa del Mundo (1)

##### Super Gigante (1)
| Fecha                | Lugar      |
| -------------------- | ---------- |
| 3 de febrero de 2008 | St. Moritz |